# Кора-чортен

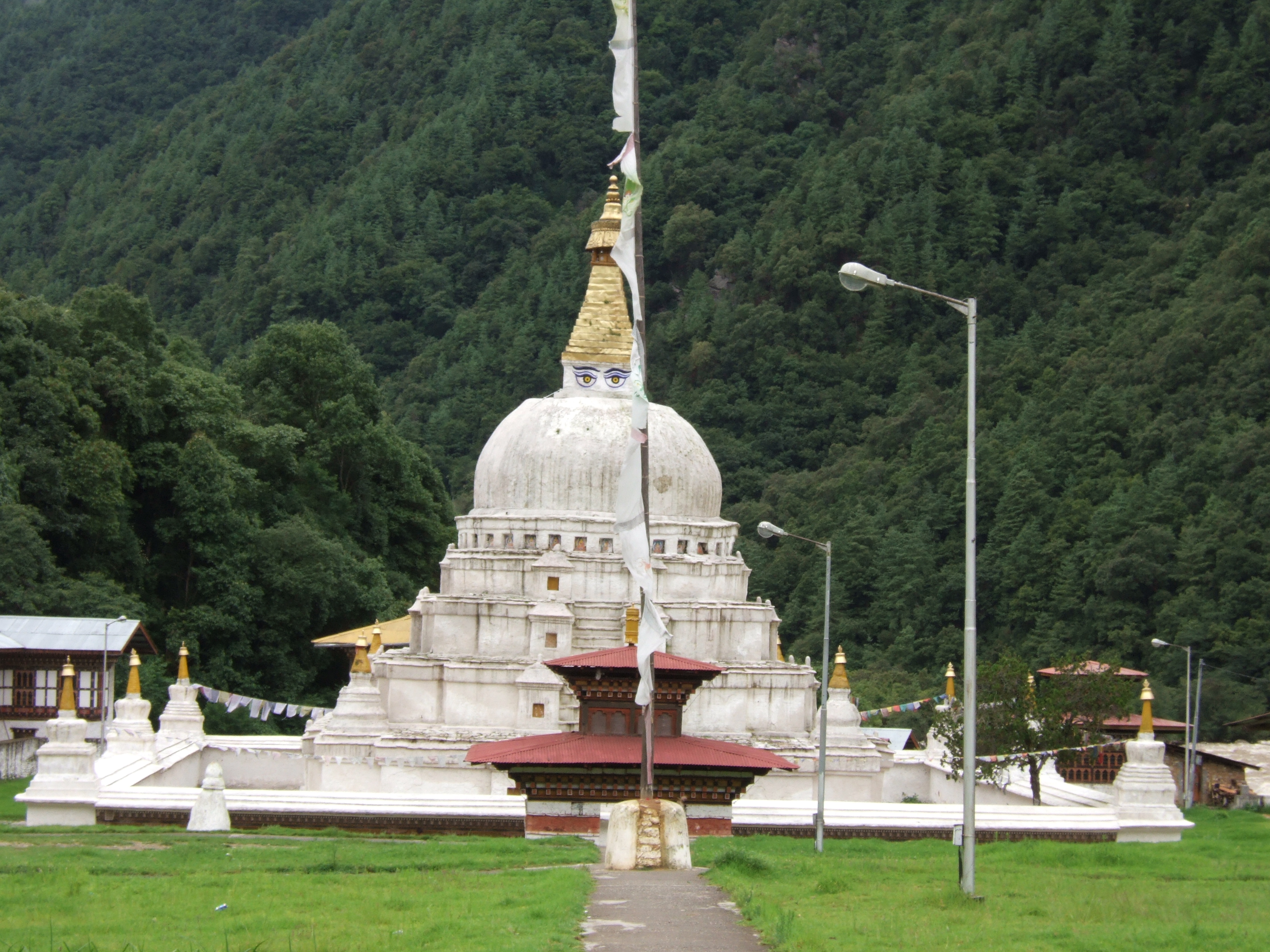
Кора-чортен

Кора-чортен (англ. Chorten Kora) — название важной буддийской ступы около реки Кулонг Чу в Трашиянгтце, в восточном Бутане. Рядом находится одноимённый город. Ступа была построена в XVIII веке ламой Нгавангом Лодро, племянником Шабдрунга Нгаванга Намгьяла, для того, чтобы подчинить злого демона, обитавшего по поверьям в том месте, где стоит чортен. Ступа выполнена в непальском стиле.
Возведение Кора-чортена заняло 12 лет, и после его освящения демон, вредивший людям из долины, был подчинён и изгнан. Говорят, что после этого люди в этом месте стали жить в мире и гармонии.
Существуют ежегодные фестивали Дакпа Кора (обхождение чортена дакпами), проводимый 15 числа первого лунного месяца, и Друкпа Кора (обхождение чортена бутанцами), проводимый в конце первого лунного месяца. Эти фестивали посещаются дакпами из соседнего округа Таванг (штат Аруначал-Прадеш, Индия) и бутанцами из Трашиянгтце и Трашиганга.
Существует народное поверье, по которому после возведения ступы благочестивая принцесса-дакини из индийского штата Аруначал-Прадеш сама себя погребла здесь, чтобы медитировать от имени всех созданий.